# Ногайский район (Дагестан)
Нога́йский райо́н (ног. Ногъай эл; до 1965 года — Караногайский район) — административно-территориальная единица и муниципальное образование (муниципальный район) в составе Республики Дагестан Российской Федерации.
Административный центр — село Терекли-Мектеб.

## География
Ногайский район расположен на крайнем северо-западе современного Дагестана, в Прикаспийской низменности. Граничит на севере с Калмыкией, на западе — со Ставропольским краем, на юге — с Чечнёй, а на востоке — с Тарумовским районом Дагестана.
На территории района расположен не входящий в его состав — город республиканского значения Южно-Сухокумск, составляющий вместе с его отдалённым микрорайоном Восточно-Сухокумском отдельный городской округ.
Общая площадь территории района составляет 8871,13 км².

## История
Район был создан 22 ноября 1928 года постановлением 4 сессии ЦИК ДАССР, путём выделения Караногайского участка из бывшего Кизлярского округа.
Первоначально район получил наименование Караногайский кантон, с центром в ставке Терекли-Мектеб. Постановлением ЦИК ДАССР от 3.06.1929 года кантоны были переименованы в районы.
Постановлением ВЦИК от 22 февраля 1938 года, в целях успешного хозяйственного развития — Ачикулакский, Караногайский, Каясулинский, Кизлярский и Шелковской район переданы в состав Орджоникидзевского края. Указом Президиума Верховного Совета СССР от 22 марта 1944 года Караногайский район был включен в состав Грозненской области. Указом ПВС РСФСР от 9 января 1957 года Караногайский район был вновь передан в состав ДАССР.
В 1965 году Указом Президиума ВС РСФСР Караногайский район переименован в Ногайский район.

## Население
| 1926    | 1959    | 1970    | 1979    | 1989    | 2002    | 2010    | 2011    | 2012    | 2013    |
| ------- | ------- | ------- | ------- | ------- | ------- | ------- | ------- | ------- | ------- |
| 14 546  | ↘10 380 | ↗15 616 | ↗17 056 | ↗17 663 | ↗21 685 | ↗22 472 | ↘22 051 | ↘21 716 | ↘21 021 |
| 2014    | 2015    | 2016    | 2017    | 2018    | 2019    | 2020    | 2021    | 2023    | 2024    |
| ↘20 510 | ↘20 148 | ↘19 765 | ↘19 189 | ↘18 759 | ↘18 397 | ↘18 222 | ↘18 084 | ↘17 923 | ↘17 417 |
| 2025    |         |         |         |         |         |         |         |         |         |
| ↗17 438 |         |         |         |         |         |         |         |         |         |

### Национальный состав
По данным Всероссийской переписи населения 2021 года:
| Народ        | Численность, чел. | Доля от всего населения, % |
| ------------ | ----------------- | -------------------------- |
| ногайцы      | 15 951            | 88,21 %                    |
| даргинцы     | 1 475             | 8,16 %                     |
| русские      | 137               | 0,76 %                     |
| чеченцы      | 112               | 0,62 %                     |
| кумыки       | 84                | 0,46 %                     |
| аварцы       | 61                | 0,34 %                     |
| другие       | 219               | 1,21 %                     |
| не указавшие | 45                | 0,79 %                     |
| всего        | 18 084            | 100 %                      |

## Территориальное устройство
Ногайский район в рамках административно-территориального устройства включает сельсоветы и сёла.
В рамках организации местного самоуправления в одноимённый муниципальный район входят 10 муниципальных образований со статусом сельского поселения, которые соответствуют сельсоветам и сёлам.
| №  | Сельское поселение        | Административный центр | Количество населённых пунктов | Население (чел.) | Площадь (км²) |
| -- | ------------------------- | ---------------------- | ----------------------------- | ---------------- | ------------- |
| 1  | сельсовет Арсланбековский | село Ленинаул          | 3                             | ↘911             | 273,35        |
| 2  | сельсовет Карагасский     | село Карагас           | 2                             | ↗1602            | 309,41        |
| 3  | сельсовет Карасувский     | село Карасу            | 2                             | ↘558             | 131,97        |
| 4  | сельсовет Коктюбинский    | село Нариман           | 3                             | ↗2848            | 484,84        |
| 5  | село Кумли                | село Кумли             | 1                             | ↗576             | 137,59        |
| 6  | село Кунбатар             | село Кунбатар          | 1                             | ↘1457            | 313,45        |
| 7  | сельсовет Ортатюбинский   | село Ортатюбе          | 2                             | ↗963             | 283,88        |
| 8  | село Терекли-Мектеб       | село Терекли-Мектеб    | 1                             | ↗6728            | 26,49         |
| 9  | село Червленные Буруны    | село Червлённые Буруны | 1                             | ↘1751            | 435,39        |
| 10 | село Эдиге                | село Эдиге             | 1                             | ↘392             | 48,89         |

## Населённые пункты
В районе 17 сельских населённых пунктов:
| №  | Населённый пункт  | Тип  | Население | Сельское поселение        |
| -- | ----------------- | ---- | --------- | ------------------------- |
| 1  | Арсланбек         | село | ↗75       | сельсовет Арсланбековский |
| 2  | Батыр-Мурза       | село | ↘478      | сельсовет Коктюбинский    |
| 3  | Боранчи           | село | ↘452      | сельсовет Карагасский     |
| 4  | Калининаул        | село | ↘496      | сельсовет Арсланбековский |
| 5  | Карагас           | село | ↘1206     | сельсовет Карагасский     |
| 6  | Карасу            | село | ↘605      | сельсовет Карасувский     |
| 7  | Кумли             | село | ↗544      | село Кумли                |
| 8  | Кунбатар          | село | ↘1342     | село Кунбатар             |
| 9  | Ленинаул          | село | ↘419      | сельсовет Арсланбековский |
| 10 | Нариман           | село | ↘1569     | сельсовет Коктюбинский    |
| 11 | Ортатюбе          | село | ↘795      | сельсовет Ортатюбинский   |
| 12 | Сулутюбе          | село | ↘17       | сельсовет Карасувский     |
| 13 | Терекли-Мектеб    | село | ↗6590     | село Терекли-Мектеб       |
| 14 | Уй-Салган         | село | ↘230      | сельсовет Ортатюбинский   |
| 15 | Червлённые Буруны | село | ↗1699     | село Червленные Буруны    |
| 16 | Шумли-Олик        | село | ↗838      | сельсовет Коктюбинский    |
| 17 | Эдиге             | село | ↗381      | село Эдиге                |

Кутаны
На территории района находится полуанклав с селом Чубутла, который относится к горному Ботлихскому району, а также анклав с селом Имунный соседнего Тарумовского района.

## Комментарии
Комментарии
1. ↑  авар. Нугъай мухъ, агул. Нугъай район, азерб. Noqay rayonu, дарг. Нугъайла къатI, кум. Ногъай якъ, лак. Нугъайал кIану, лезг. Нугъай район, ног. Ногай район, рут. Нугъай район, таб. Нугъай район, татск. Нугъай район, цахур. Нугъай район, чечен. НогIийн кIошт.
2. ↑  Согласно конституции Дагестана, государственными языками на территории республики являются — русский, аварский, агульский, азербайджанский, даргинский, кумыкский, лакский, лезгинский, ногайский, рутульский, табасаранский, татский, цахурский и чеченский языки.